# Speranța TV
Speranța TV este un canal de televiziune cu caracter religios, lansat în data de 30 aprilie 2007 la ora 18 cu emisie prin cablu, satelit și internet. Este afiliat rețelei de televiziune Hope Channel și Bisericii Adventiste de Ziua a Șaptea.
Speranța TV produce majoritatea emisiunilor în sediul localizat în orașul Voluntari, un oraș-satelit al Bucureștiului, aproximativ 80% din conținutul difuzat făcând parte din producția proprie, restul provenind de la televiziunile partenere în aceeași rețea de televiziune. Grila de emisiuni oferă conținut în limbile română și maghiară.

## Istorie
La începutul anilor 2000 a fost inițiată constituirea studioului Hope Media, ce producea emisiuni și documentare difuzate pe alte posturi de televiziune din România. În data de 2 septembrie 2002 a debutat la Realitatea TV emisiunea „În Centrul Atenției” a cărei difuzare a continuat până în luna mai 2004.
Din iulie 2021 Speranța TV a trecut la formatul 16:9.